# Třešť

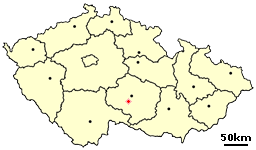
Așezarea orașului în Cehia

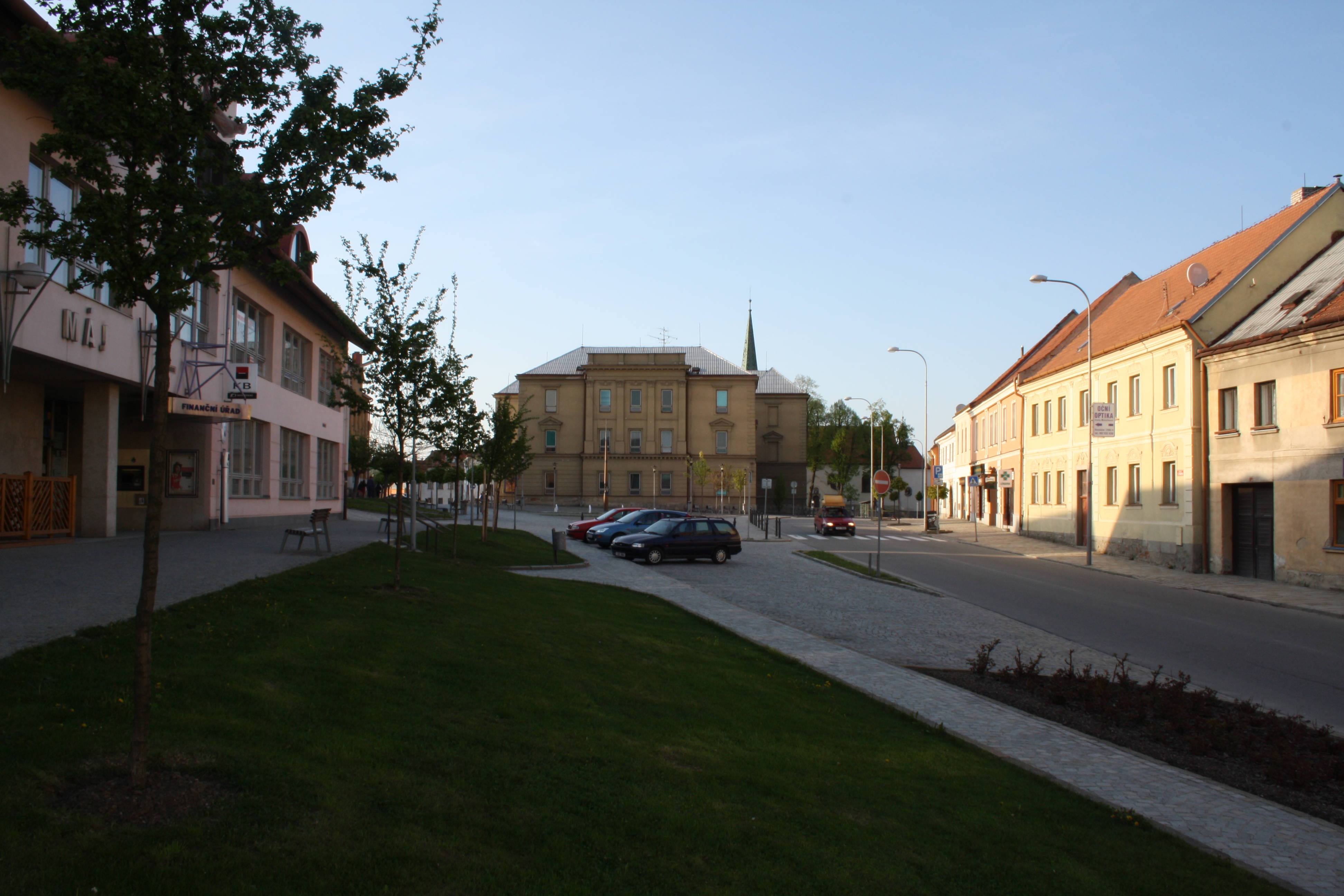
Piața T.G. Masaryk din Třešť (Republica Cehă).

Třešť (Triesch în germană) este un oraș în regiunea cehă Vysočina, cu o populație de aproximativ 6.000 de locuitori.
Orașul a fost fondat în secolul al XII-lea d.C. Este cunoscut pentru că a fost locul de naștere a economistului austriac Joseph Schumpeter, în 1883.